# Ana Sans
Ana María Sanseverino más conocida como Ana Sans (Buenos Aires, 11 de febrero de 1955) es una actriz, bailarina, directora de arte, diseñadora de vestuario y personalidad de espectáculo argentina.

## Biografía
Sans se formó en distintas disciplinas de las bellas artes como teatro, danza y música, entre otras.
Desde temprana edad su preparación física estuvo ligada a la práctica de numerosos deportes, especialmente a la gimnasia deportiva. Participó en torneos nacionales de gimnasia ganando el primer lugar en 1965 y 1968. Integró la selección Argentina de voleyball de 1972 a 1974.[cita requerida]
Cursó sus estudios secundarios y terciarios en la Escuela Nacional de Bellas Artes Prilidiano Pueyrredón, donde adquirió conocimientos que le permitieron desarrollar su inclinación por las artes plásticas.

Se vinculó a la danza y al teatro a partir de una lesión en la rodilla producto de su actividad deportiva, y por su admiración al Music Hall y la comedia musical. Estudió en la Escuela de danza de Noemí Coelho y Rodolfo Olguín; estudió mimo, tap, clown y actuación con Alberto Agüero, canto con Ana Carfi y teatro con Inés Estévez.
En 1984 creó, junto a Aníbal Pachano, su exmarido y padre de su hija, Sofía Pachano, el grupo BottonTap, dedicado a la labor teatral y musical, donde se desempeñó como directora y productora, como encargada de montaje coreográfico, del diseño de vestuario y de la dirección musical.
Durante varios años dirigieron juntos una empresa de servicios dedicada a la realización de eventos empresariales y sociales y otras áreas del mundo del espectáculo.
Sans también ha sido entrenadora y capacitadora de teatro y televisión en el área musical. Ha coordinado producciones fotográficas para diversos medios gráficos y ha estado a cargo de la dirección de arte, producción y realización de vídeos comerciales y publicitarios.
En 1997 dejó la actuación para dedicarse exclusivamente a la producción, dirección y realización de eventos artísticos. En el año 2000 creó su productora Ana Sans Producciones dedicada al desarrollo de ideas creativas y realización de eventos empresariales, producciones teatrales y televisivas. En el 2012 volvió a la escena, formando parte del certamen Bailando por un Sueño, el programa conducido por Marcelo Tinelli y donde fue juzgada por su propio exmarido.

## Espectáculos realizados por el grupo BottonTap
| Año  | Obra               |
| ---- | ------------------ |
| 1985 | Michelangelo       |
| 1986 | Michelangelo       |
| 1987 | Quienes Somos      |
| 1987 | Mi soñada amapola  |
| 1988 | Mi soñada amapola  |
| 1989 | Tonight            |
| 1990 | Mi soñada amapola  |
| 1991 | Toomuch            |
| 1992 | Toomuch            |
| 1992 | Mi soñada amapola  |
| 1993 | Mi soñada amapola  |
| 1994 | Botton Club        |
| 1995 | Bottontap el show  |
| 1997 | Evita en el espejo |
| 1997 | Evita en el espejo |

## Realizaciones teatrales
| Año  | Obra                                                                    |
| ---- | ----------------------------------------------------------------------- |
| 1981 | El circo de Alberto Agüero                                              |
| 1985 | María Creuza, Michelangelo                                              |
| 1986 | Alberto Olmedo, Michelangelo                                            |
| 1986 | Moria Casán, Michelangelo                                               |
| 1986 | Mario Clavel – Domingo Cura Cacho Tirao                                 |
| 1986 | María Creuza, Michelangelo                                              |
| 1992 | Háblame de amor. Valeria Lynch                                          |
| 1993 | Háblame de amor. Valeria Lynch                                          |
| 1993 | Sin Red. Valeria Lynch                                                  |
| 1997 | Valeria Lynch, Luna Park                                                |
| 1997 | Negro Álvarez                                                           |
| 1997 | En Sincro, Dady y Chino ex Midachi                                      |
| 1997 | Yo que tú me enamoraba, Chico Novarro                                   |
| 1997 | David Copperfield para Master Card                                      |
| 2001 | Manicomic                                                               |
| 2002 | Tango Mitos                                                             |
| 2002 | Manicomic                                                               |
| 2002 | Estado natural, Los Nocheros                                            |
| 2005 | Los Nocheros, Luna Park                                                 |
| 2006 | Soledad Pastorutti, 10 años                                             |
| 2008 | Como Quien Oye llover, Juan Pablo Geretto                               |
| 2009 | Como Quien Oye llover, Juan Pablo Geretto                               |
| 2010 | Como Quien Oye llover, Juan Pablo Geretto                               |
| 2010 | Pour Vestuario la Galerie, Aníbal Pachano                               |
| 2010 | Yo amo a mi maestra muy normal, Juan Pablo Geretto                      |
| 2011 | Cuentos de la India, Ministerio de Cultura de la Ciudad de Buenos Aires |
| 2011 | M el impostor, Martin Bossi                                             |
| 2011 | Pour Vestuario la Galerie, Aníbal Pachano                               |
| 2011 | Yo amo a mi maestra muy normal, Juan Pablo Geretto                      |

## Televisión
| Año  | Artista/Programa                  | Canal     | Personaje/rol                                                             |
| ---- | --------------------------------- | --------- | ------------------------------------------------------------------------- |
| 1995 | Ricardo Montaner, Teatro Gran Rex | Canal 13  | Diseño coreográfico y participación artística Botton Tap.                 |
| 1995 | Valeria Lynch, Valeria de Noche.  | Canal 13  | Puesta en escena Dirección artística, diseño y realización escenográfica. |
| 1996 | Gerardo Romano, Circo Romano.     | Canal 9   | Diseño de vestuario.                                                      |
| 1998 | Valeria Lynch, Mas te vale.       | América 2 | Musicales. Producción y dirección de arte.                                |
| 1999 | Dady Brieva, Agrandadytos.        | Canal 13  | Montajes Musicales                                                        |
| 2000 | Dady Brieva, Agrandadytos.        | Canal 13  | Montajes Musicales                                                        |
| 2001 | Dady Brieva, Agrandadytos.        | Canal 13  | Montajes Musicales                                                        |
| 2012 | Bailando 2012                     | Canal 13  | Elenco, participante del certamen.                                        |
| 2019 | Showmatch, Bailando 2019.         | Canal 13  | Elenco, participante del certamen.                                        |

## Premios
| Año  | Espectáculo                                     | Categoría                                     | Premio                                            |
| ---- | ----------------------------------------------- | --------------------------------------------- | ------------------------------------------------- |
| 1988 | Mi soñada amapola                               | Mejor espectáculo de la temporada             | Punta del Este, Uruguay                           |
| 1989 | Tonight                                         | Mejor espectáculo de la temporada             | Punta del Este, Uruguay y Fundación Buenos Aires. |
| 1989 | Grupo Botton Tap                                | Premio anual a la labor teatral.              | Gregorio de la Ferrere.                           |
| 1989 | Mi soñada amapola                               | Mejor vestuario teatral.                      | Secretaria de Cultura, GCBA.                      |
| 1991 | Toomuch, grupo Botton Tap                       | Mejor producción y mejor escenografía teatral | Premio Estrella de mar                            |
| 1991 | Toomuch, grupo Botton Tap                       | Mejor producción y mejor escenografía teatral | Premio Estrella de Mar                            |
| 1991 | Botton Tap el Show                              | Premio anual a la labor teatral.              | Secretaria de Cultura, GCBA.                      |
| 1994 | Sin red, Valeria Lynch. (Grupo Botton Tap)      | Mejor Musical.                                | Premios Martín Fierro                             |
| 2010 | Como quien oye llover, Juan Pablo Geretto.      | Mejor espectáculo unipersonal de humor.       | Premio Estrella de Mar                            |
| 2010 | M el impostor, Martin Bossi.                    | Mejor espectáculo de Music Hall.              | Premio Ace                                        |
| 2010 | Pour la galerie, Aníbal Pachano                 | Mejor vestuario teatral.                      | Premio Hugo al teatro musical                     |
| 2011 | Pour la galerie, Aníbal Pachano                 | Mejor vestuario teatral.                      | Premio Estrella de Mar                            |
| 2011 | Yo amo a mi maestra Normal, Juan Pablo Geretto. | Mejor espectáculo unipersonal de humor.       | Premio Estrella de Mar                            |